# فرآیند مگنترم
فرایند مگنترم(Magnetherm) یک فرآیند سیلیکوترمیک (Silicothermic Reaction) می‌باشد که به منظور تولید فلز منیزیم خالص اولین بار در فرانسه توسعه داده شد و از سال ۱۹۶۴ در صنعت مورد استفاده قرار گرفت. اصول و روش کلی این فرآیند همانند دیگر فرآیندهای سیلیکوترمی از جمله فرآیند Pidgeon، بر پایه واکنش دولومیت کلسینه شده و silicon است (به دلیل قیمت بالا، فرو سلیکون به‌جای سیلیکون خالص به کار می‌رود) با این تفاوت که در این فرآیند مواد اولیه در یک کوره قوس الکتریکی و در دمای بالا (حدود ۱۶۰۰) و شرایط خلاء نسبی (در فشاری ثابت و مشخص در بازه ۱۰ تا 15torr) به حالت مذاب بایکدیگر وارد واکنش می‌شوند. محصول این فرآیند بخار منیزیم به همراه پسماند مذاب می‌باشد. در مقایسه با فرآیند Pidgeon، فرآیند مگنترم سرعت بیشتری در انجام واکنش (به دلیل دمای بالاتر)، شارژ کوره، و تخلیه دارد اما به دلیل صرف انرژی بیشتر و دمای کاری بالاتر صرفه اقتصادی و کنترل پذیری کمتری دارد و به همین علت از سال ۲۰۰۵ به بعد بطور کامل از صنعت تولید منیزیم کنار گذاشته شده و مورد استفاده قرار نمی‌گیرد.
معادله شیمیایی فرایند:
{\displaystyle {\ce {2MgO +2CaO +Al2O3 +Si -> 2Mg +Ca2SiO4 +Al2O3}}}

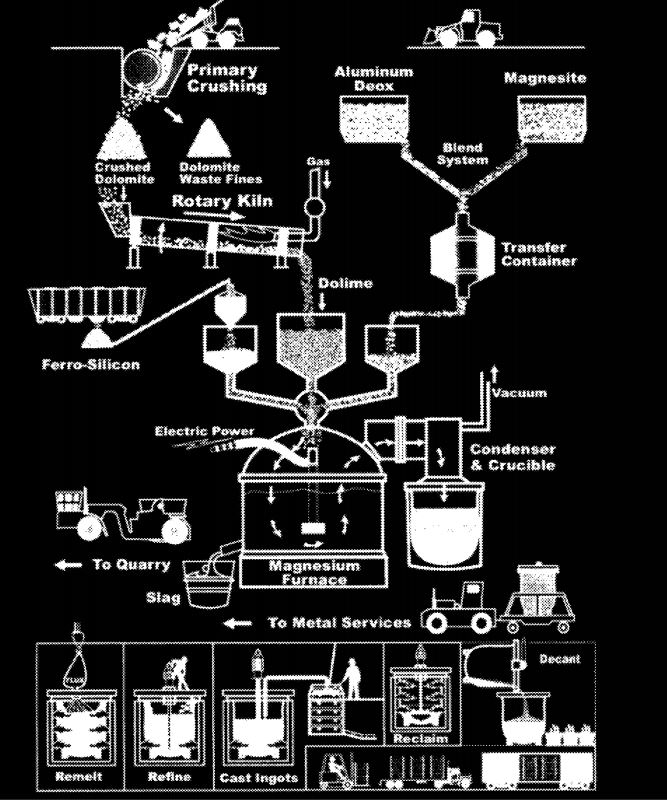
شکل۱. شماتیک مراحل فرآیند استخراج منیزیم به روش مگنترم.

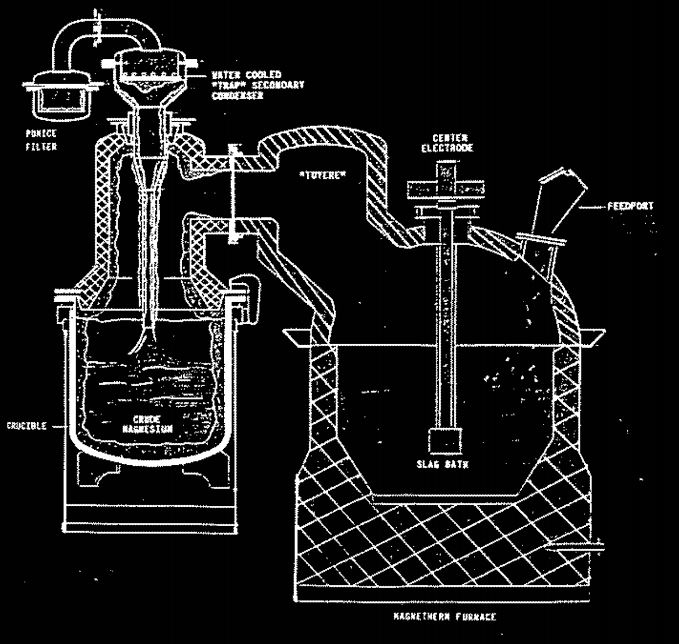
شکل۲. مقطع کوره و کندانسر در فرآیند مگنترم.

طبق نمودارهای الیینگام این واکنش از نظر ترمودینامیکی از چپ به راست انجام نمی‌شود، اما با تأمین گرما می‌تواند به سمت راست حرکت کند. درنهایت با تقطیر بخار منیزیم می‌توان مذاب فلز منیزیم را از آن خارج نمود,

## ساختار و تجهیزات
کوره: محفظه ای استوانه ای و بزرگ از جنس فولاد ضدزنگ که با لایه عایق و مقاوم به حرارت پوشش داده شده‌است. این پوشش را آجرهای نسوز به همراه بلوکهای کربنی تشکیل می‌دهند که چسب کربنی به آنها اضافه شده‌است. در قسمت بالای کوره الکترود مرکزی قرار می‌گیرد. در سمتی که به سیستم تغذیه مواد اولیه نزدیکتر است نیز یک فلنج ورودی قرار دارد که از طریق آن سیستم تغذیه مواد اولیه به کوره متصل می‌شود. درست در مقابل این دهانه یک درگاه خروجی قرار دارد که بخار منیزیم از آن خارج می‌شود و محل اتصال کندانسور خواهد بود. کوره حرارت را با عبور جریان الکتریکی از سرباره مذاب تولید می‌کند. از ترانسفورماتورهای AC یا DC برای تأمین این جریان استفاده می‌شود. در صورت استفاده از برق DC، قطب منفی آن به تک الکترود بالایی و قطب دیگر به الکترودهایی که به‌صورت شعاعی داخل بلوکهای کربنی نیم پخته قرار دارند وصل می‌شوند.
سیستم خلاء: تمام سیستم کوره در شرایط خلاء نسبی تحت یک فشار ثابت عمل می‌کنند. برای این منظور از پمپ خلاء جابجایی مثبت استفاده شده و پیش از آن نیز فیلترهای ذرات معلق قرار می‌گیرند.
الکترود مرکزی: یک الکترود منفرد است که شامل یک فلنج برای آب‌بندی کوره، یک لولهٔ مسی، و گرافیت متصل به هسته می‌شود. برای جلوگیری از ذوب شدن مس، یک لوله داخلی کار خنک کاری به وسیله گردش آب را در مرکز الکترود انجام می‌دهد.
سیستم تغذیه مواد اولیه: هر مخزن تغذیه بر روی یک سیستم Load cell قرار گرفته تا تغییر جرم مخزن را در حال پیشروی فرآیند کنترل کند. زیر هر کدام مخزن یک شیر ایزوله کننده و یک feeder قرار دارد. مخزن فروسیلیکون دارای فیدر از نوع Screw می‌باشد. سایر مخازن از فیدر ارتعاشی استفاده می‌کنند. لوله‌ها از هر فیدر تا یک لولهٔ منفرد که به کوره می‌رسد ادامه پیدا می‌کنند.